# چارلستون (فیلم ۱۹۷۴)
چارلستون (Charleston) یک فیلم زوج هنری و کمدی محصول ۱۹۷۴ ایتالیا به کارگردانی انتسو باربونی است. از بازیگران آن می‌توان به جولیانو جما، لوئیجی بونوس، انزو فی‌یرمونته و ماریو برگا اشاره کرد.
عنوان اصلی (ایتالیایی) این فیلم Anche gli angeli tirano di destro است ولی در بسیاری از کشورها با عنوان‌های مختلف دوبله و منتشر شده‌است و چارلستون عنوان انتخاب‌شده برای دوبله انگلیسی و انتشار بین‌الملل است.
این فیلم یک دنباله بر فیلم حتی فرشتگان هم لوبیا می‌خورند است که در آن باد اسپنسر در کنار جولیانو جما بازی کرد ولی باد اسپنسر بازی در این فیلم را نپذیرفت و به جای او یک بازیگر و ورزشکار سوئدی در اولین حضور خود در سینما به جای او در نقش کشیش بازی کرد.
این فیلم در اوایل دهه ۱۳۸۰ در ایران توسط مؤسسه جوانه پویا دوبله و بر روی VHS و DVD منتشر شد.
این فیلم در ایران باچارلستون  دوبله و پخش شده است.

## داستان
داستان فیلم در دهه ۱۹۲۰ یا دهه ۱۹۳۰ در آمریکا واقع شده‌است. فیلم روایت‌گر یک گانگستر به نام «سانی اِبِرناتی» است که می‌خواهد کنترل یک محله را به‌دست بگیرد و از کسبه محل تحت عنوان بیمه و محافظت باج بگیرد. یک کشیش بوکسور و هیکلی هم مانع او می‌شود در حالیکه خودش …